# Rhene formosa
Rhene formosa là một loài nhện trong họ Salticidae.
Loài này thuộc chi Rhene. Rhene formosa được Rollard & Wanda Wesołowska miêu tả năm 2002.